# Coptocephala simillima
Coptocephala simillima là một loài bọ cánh cứng trong họ Chrysomelidae. Loài này được Lodewyckx miêu tả khoa học năm 1995.